# Ribeirão Preto Challenger
Il Ribeirão Preto Challenger è stato un torneo professionistico di tennis giocato su campi in terra rossa. Faceva parte dell'ATP Challenger Series. Si giocava annualmente a Ribeirão Preto in Brasile.

## Albo d'oro

### Singolare
| Anno       | Campione            | Finalista      | Punteggio     |
| ---------- | ------------------- | -------------- | ------------- |
| 1979       | Carlos Gattiker     | Carlos Kirmayr | 6–4, 2–6, 6–2 |
| 1980- 1990 | Non disputato       | Non disputato  | Non disputato |
| 1991       | Roberto Jabali      | Felipe Rivera  | 6–3, 4–6, 7–6 |
| 1992       | Gabriel Silberstein | Mario Tabares  | 7–6, 7–6      |
| 1993       | Non disputato       | Non disputato  | Non disputato |
| 1994       | Fernando Meligeni   | Luis Morejon   | 6–3, 6–3      |
| 1995- 2000 | Non disputato       | Non disputato  | Non disputato |
| 2001       | Juan Ignacio Chela  | Pavel Šnobel   | 6–3, 6–2      |

### Doppio
| Anno       | Campioni                        | Finalisti                       | Punteggio     |
| ---------- | ------------------------------- | ------------------------------- | ------------- |
| 1979       | Ney Keller Cássio Motta         | Thomaz Koch Prajoux Belus       | 4–6, 7–6, 7–5 |
| 1980- 1990 | Non disputato                   | Non disputato                   | Non disputato |
| 1991       | Ricardo Acioly Mauro Menezes    | Steve Bryan T. J. Middleton     | 6–3, 6–4      |
| 1992       | Christer Allgårdh Maurice Ruah  | Lan Bale Brendan Curry          | 2–6, 7–5, 6–4 |
| 1993       | Non disputato                   | Non disputato                   | Non disputato |
| 1994       | Pablo Albano Patricio Arnold    | Otavio Della Marcelo Saliola    | 6–7, 6–2, 6–2 |
| 1995- 2000 | Non disputato                   | Non disputato                   | Non disputato |
| 2001       | Adriano Ferreira Antonio Prieto | Sergio Roitman Andrés Schneiter | 6–1, 6–7, 6–4 |